# Сатисфакция (телесериал)
«Сатисфакция» — российский восьмисерийный исторический мини-телесериал режиссёра Михаила Шевчука, снятый в 2005 году. Премьера состоялась 2 января 2006 года.
По оценкам специалистов фильм не является строго историческим, его содержание иногда прямо противоречит действительности: так, А. Х. Бенкендорф был блестящим кавалерийским генералом, одним из самых успешных партизан 1812 года. Император Николай Павлович благоволил Пушкину, а пытки во время следствия тогда не применялись.

## Сюжет
Россия, середина XIX века. На заставе Тенгинского полка, участвующего в Кавказской войне, судьба свела пятерых молодых офицеров: капитана Андрея Раевского, камер-юнкера Николая Анненского, дуэлянта, афериста и прекрасного фехтовальщика Александра Шуленина, прапорщика Фёдора Чистякова и бывшего придворного фехтмейстера Владимира Баумгартена, сосланного на Кавказ за убийство на дуэли князя Голицына.
Им суждено разыграть грандиозную запутанную пьесу по поиску истинного виновника убийства князя Голицына. Никто из них не знает, что автор сей пьесы — глава тайной полиции, «верный сторожевой пёс государя» — Александр Христофорович Бенкендорф. Так или иначе, все пятеро оказались втянутыми в эту историю, все — и виновники, и палачи одновременно.
Чтобы разрубить этот «гордиев узел», участники драмы решают устроить «карусель» — дуэль на пятерых, в которой не будет победителя.
Через некоторое время выживший Раевский посетил лекцию по психиатрии, на которой профессор представляет аудитории своего пациента — бывшего офицера, которого привезли прямо с Кавказа, и который после случившегося с ним там сошёл с ума и из дня в день «переживает ужас и жизни тех, с кем он был на отдалённой заставе». Когда Раевский просит открыть его лицо, он с ужасом видит в нём Чистякова, которого, как ему тогда казалось, он пощадил. После увиденного капитан клянётся отомстить тем, кто сделал их «пешками в своей Большой Игре».

## В ролях
| Актёр                       | Роль                                   |
| --------------------------- | -------------------------------------- |
| Виктор Сухоруков            | Александр Христофорович Бенкендорф     |
| Алексей Горбунов            | Иван Васильевич Шервуд                 |
| Дмитрий Марьянов            | Николай Юрьевич Анненский камер-юнкер  |
| Юрий Беляев                 | Матиньи                                |
| Александр Кульков           | поэт Фёдор Чистяков                    |
| Александр Домогаров-старший | Александр Иванович Шуленин             |
| Эвклид Кюрдзидис            | Владимир Михайлович Баумгартен поручик |
| Виктор Раков                | Андрей Николаевич Раевский             |
| Марат Башаров               | император Николай I                    |
| Андрей Ильин                | князь Пётр Голицын                     |
| Юрий Назаров                | Степан Афанасьевич денщик Раевского    |
| Юрий Чернов                 | Нестор Петрович денщик Анненского      |
| Елена Ксенофонтова          | графиня Екатерина Панина               |
| Екатерина Вилкова           | Софья Голицына                         |
| Олег Доброван               | Жиль де Вре                            |
| Алексей Фаддеев             | Михаил Яковлев друг Шуленина           |
| Анжелика Длугач             | Беатрис                                |
| Георгий Дронов              | Штольц                                 |
| Тарик Габидзашвили          | Видок                                  |
| Виктор Бунаков              | Фёдор Колыванов                        |
| Валерий Громовиков          | трактирщик                             |
| Александр Соловьёв          | «Соловей»                              |